# Lidia Buble

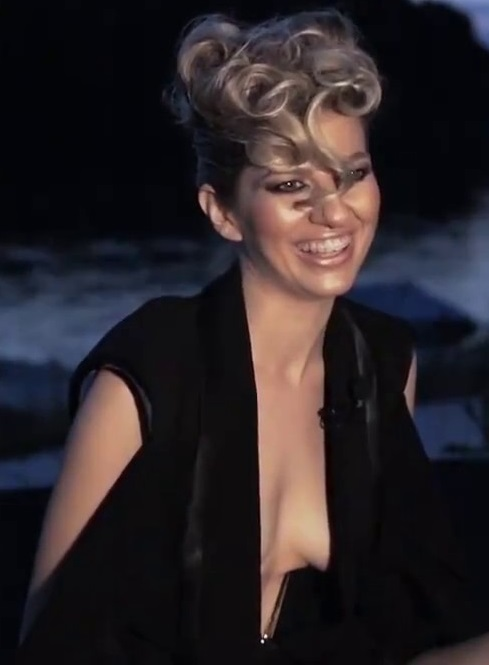
Lidia Buble, 2017

Lidia Buble (* 9. Juni 1993 in Deva) ist eine rumänische Sängerin.

## Leben und Karriere
Sie wuchs in Deva mit zehn Geschwistern auf und sang im Kirchenchor. Mit 21 Jahren zog sie nach Bukarest, um professionell Musik zu machen, lebte aber zunächst noch von der Arbeit in einem Autogeschäft. Schließlich wurde Adrian Sînă, ehemaliger Frontmann der Gruppe Akcent, auf sie aufmerksam, und sie nahmen das Duett Noi simțim la fel auf. Für dieses Lied wurde Buble bei den Romanian Music Awards 2014 in der Kategorie Best New Act ausgezeichnet. Danach folgten zwei weitere Lieder in Zusammenarbeit mit Sînă, Kamelia und Andale.
Im September 2014 erschien das Lied Forever Love, das Buble zusammen mit Direcția 5 eingespielt hatte. 2015 gelang Buble der endgültige Durchbruch, zuerst erschien die Single Inima nu știe und danach mit der Sängerin Amira das Lied Le-am spus și fetelor, das innerhalb von nur einem Monat 6,7 Millionen Mal auf YouTube angeschaut wurde. Le-am spus și fetelor erreichte für vierzehn Wochen Platz 1 in den rumänischen Singlecharts.
2016 nahm Buble in Zusammenarbeit mit Adrian Sînă die Single Mă cerți auf, dass sich jedoch nicht in den Singlecharts platzieren konnte. Im selben Jahr erschien das Lied Mi-e bine im Duett mit dem Sänger Matteo, welches Platz 9 in den Chart erlangen konnte und in nur zwei Wochen 6,5 Millionen Mal auf YouTube angeschaut wurde. Zu Beginn des Jahres 2017 veröffentlichte sie das Lied Eu voi fi. Die im gleichen Jahr aufgenommene und veröffentlichte Single Cămașă erreichte für eine Woche Platz 9. Danach folgten die Lieder Secrete, Sarut mâna, Mama, Sub apă und Tu, die jedoch allesamt keine Platzierung erlangen konnten.
2019 nahm Buble eine Reihe von Singles auf, darunter Asta sunt eu, die im Duett mit dem Sänger Whats's Up entstand. Mit Margarita, die sie gemeinsam Descemer Bueno produzierte und veröffentlichte, arbeitete Buble erstmals mit einem Künstler zusammen, der nicht aus Rumänien stammt. Asta sunt eu und Margarita erreichten keine Chartplatzierung. Die im November 2019 herausgegebene Single Lacătul și femeia stieg Mitte Januar 2020 auf Platz 10 in den rumänischen Singlecharts.
Am 1. Mai 2020 veröffentlichte Buble die Single La Luna. Das Lied entstand in Zusammenarbeit mit den Sängern Jay Maly und Costi und erreichte am 20. Juli den zehnten Platz in den rumänischen Top-Ten-Charts.

## Diskografie

### Singles
| Jahr | Titel Album           | Höchstplatzierung, Gesamtwochen, AuszeichnungChartsChartplatzierungen (Jahr, Titel, Album, Platzierungen, Wochen, Auszeichnungen, Anmerkungen) | Anmerkungen                                              |
| Jahr | Titel Album           | RO | Anmerkungen                                              |
| ---- | --------------------- | --- | -------------------------------------------------------- |
| 2014 | Noi simțim la fel     | RO5 (2 Wo.)RO | Erstveröffentlichung: 17. April 2014 feat. Adrian Sînă   |
| 2015 | Le-am spus și fetelor | RO1 (14 Wo.)RO | Erstveröffentlichung: 7. Oktober 2015 feat. Amira        |
| 2016 | Mi-e bine             | RO9 (1 Wo.)RO | Erstveröffentlichung: 15. September 2016 feat. Matteo    |
| 2017 | Cămașă                | RO9 (1 Wo.)RO | Erstveröffentlichung: 2. Oktober 2017                    |
| 2020 | Lacătul și femeia     | RO10 (1 Wo.)RO | Erstveröffentlichung: 28. November 2019                  |
| 2020 | La Luna               | RO10 (1 Wo.)RO | Erstveröffentlichung: 1. Mai 2020 feat. Jay Maly & Costi |

Weitere Singles
- 2014: Kamelia (feat. Akcent & DDY Nunes)
- 2014: Forever Love (feat. Direcția 5)
- 2015: Inima nu știe
- 2015: Noi simțim la fel (feat Adrian Sînă)
- 2016: Mă cerți (feat. Adrian Sînă)
- 2016: Serai (feat. Akcent)
- 2017: Eu voi fi
- 2017: Secrete
- 2018: Sârut mâna, Mamă!
- 2018: Sub apă
- 2018: Tu
- 2019: Asta sunt eu (feat. What’s Up)
- 2019: Undeva la mijloc
- 2019: Margarita (feat. Descemer Bueno)
- 2020: Cu ochii ăia verzi